# اندرو بلیک (دانشمند)
اندرو بلیک (انگلیسی: Andrew Blake؛ زادهٔ ۱۲ مارس ۱۹۵۶) دانشمند در زمینه ریاضی و الکترونیک و از دانش‌آموختگان مؤسسه فناوری ماساچوست اهل بریتانیا است. او مدیر سابق آزمایشگاه مؤسسه تحقیقاتی مایکروسافت کمبریج و دانشمند برجسته مایکروسافت، مدیر سابق موسسه آلن تورینگ، رئیس مرکز هوش مصنوعی سامسونگ در کمبریج، استاد افتخاری در دانشگاه کمبریج، عضو کلر هال، کمبریج و محقق برجسته در بینایی رایانه‌ای است.

## تحصیلات
بلیک در مدرسه راگبی تحصیل کرد و در سال ۱۹۷۷ از کالج ترینیتی، کمبریج با مدرک کارشناسی هنر در علوم ریاضی و برق فارغ التحصیل شد. پس از یک سال با بورسیه تحصیلی کندی در موسسه فناوری ماساچوست (MIT) و دو سال در صنعت الکترونیک دفاعی تحقیقاتش را ادامه داد. 
بلیک دوره کارشناسی را در دانشگاه کمبریج گذراند و مدرک پی‌اچ‌دی را از دانشگاه ادینبرو در سال ۱۹۸۳ به سرپرستی دونالد میچی دریافت کرد.

## حرفه و تحقیقات
بلیک او تا سال ۱۹۸۷ در دانشکده علوم رایانه دانشگاه ادینبرو به عنوان محقق دانشگاه جامعه سلطنتی مشغول به کار بود. از سال ۱۹۸۷ تا ۱۹۹۹، او یکی از اعضای هیات علمی دانشکده علوم مهندسی دانشگاه آکسفورد بود که در سال ۱۹۹۶ استاد همین موسسه شد، او برای سال‌های ۱۹۹۸-۹۹ محقق ارشد انجمن سلطنتی بود. 
در سال ۱۹۹۹ او به عنوان دانشمند ارشد تحقیقاتی به مایکروسافت ریسرچ کمبریج نقل مکان کرد و در آنجا گروه ویژن رایانه را تأسیس کرد. بلیک در ۲۰۰۸ معاون مدیر عامل و در ۲۰۱۰ مدیر آزمایشگاه مؤسسه تحقیقاتی مایکروسافت کمبریج بود.
از سال ۲۰۱۵ تا ۲۰۱۸ او مدیر موسسه آلن تورینگ بود.
بلیک از سال ۲۰۱۸ رئیس مرکز هوش مصنوعی سامسونگ در کمبریج بوده است.

## جوایز
بلیک در سال ۱۹۹۸ به عنوان عضو آکادمی مهندسی سلطنتی (FREng)، در سال ۲۰۰۵ عضو انجمن سلطنتی (FRS) و در سال ۲۰۰۸ عضو پیوسته انجمن مهندسان برق و الکترونیک انتخاب شد. در سال ۲۰۰۶ آکادمی مهندسی سلطنتی به اندرو مدال نقره خود را اعطا کرد. او یک بار در سال ۱۹۹۲ با روبرتو سیپولا و بار دیگر در سال ۱۹۹۶ با ام. ایزارد برنده جایزه کنفرانس اروپایی بینایی رایانه شده است. او در سال ۲۰۰۱ جایزه دیوید مار مؤسسه مهندسان برق و الکترونیک را دریافت کرد. او در سال ۲۰۰۷ مدال مانت‌باتن از مؤسسه مهندسی و تکنولوژی (IET) دریافت کرد. در سال ۲۰۱۰ بلیک به عضویت شورای انجمن سلطنتی انتخاب شد. در سال ۲۰۱۱، او و همکارانش در مایکروسافت ریسرچ مدال طلای آکادمی مهندسی سلطنتی مک رابرت را به دلیل مشارکت در یادگیری ماشینی در ضبط حرکت انسان مایکروسافت کینکت دریافت کردند. در سال ۲۰۱۲ به عضویت هیئت مدیره شورای تحقیقات علوم فنی و مهندسی EPSRC انتخاب شد، وی همچنین در همین سال مدرک افتخاری دکترای علوم را از دانشگاه ادینبرو دریافت کرد. در سال ۲۰۱۳ مدرک افتخاری دکترای مهندسی از دانشگاه شفیلد به او اعطا شد. در سال ۲۰۱۴، بلیک سخنرانی جوزیا ویلارد گیبز را در جلسات مشترک ریاضیات ارائه داد.